# Hydropsyche difficultata
Hydropsyche difficultata är en nattsländeart som beskrevs av Kobayashi 1984. Hydropsyche difficultata ingår i släktet Hydropsyche och familjen ryssjenattsländor. Inga underarter finns listade i Catalogue of Life.